# باشگاه فوتبال ترقی
باشگاه فوتبال ترقی (به لاتین: Taraggi FK) یک باشگاه و تیم فوتبال پیشین در شهر گنجه در کشور جمهوری آذربایجان است.